# Oberegg
Oberegg es una comuna (oficialmente conocida como distrito) suiza del cantón de Appenzell Rodas Interiores, la comuna está compuesta de varios territorios exclavados del cantón. Limita al norte con las comunas de Heiden (AR), Wolfhalden (AR) y Walzenhausen (AR), al este con Berneck (SG), al sur con Balgach (SG), Marbach (SG) y Altstätten (SG), y al oeste con Wald (AR) y Trogen (AR). La comuna de Reute (AR), se encuentra entre los dos exclaves que forma Oberegg.